# Getijdenboek van Isabella la Catolica (Madrid)
Het Getijdenboek van Isabella la Catolica is een verlucht getijdenboek dat oorspronkelijk gemaakt werd voor koningin-gemalin Johanna Enríquez van Aragon, maar later in het bezit kwam van Isabella I van Castilië. Ze kreeg het waarschijnlijk als huwelijksgeschenk in 1469 van haar echtgenoot Ferdinand II van Aragon, de zoon van Johanna Enríquez. Het handschrift werd in Catalonië geschreven en dan naar Brugge gestuurd voor de verluchting die gemaakt werd omstreeks 1455-1460 in het atelier van Willem Vrelant. Het wordt nu bewaard in de Real Biblioteca del Palacio Real in Madrid.
Er is nog een tweede getijdenboek van Isabella de Katholieke dat bewaard wordt in The Cleveland Museum of Art van Cleveland.

## Codicologische beschrijving
Het handschrift bevat 365 perkamenten folia van 205 x 138 mm. Het werd geschreven in het Latijn met rubrieken in het Catalaans in een gotisch boekschrift. Het tekstblok bestaat uit een kolom van 125/130 x 75/80 mm met 17 lijnen per blad.

## Inhoud
Het getijdenboek bevat de klassieke elementen:
- f. 1r-12v: Heiligenkalender voor gebruik van Barcelona
- f. 13v-20v: Uittreksels uit de vier evangelies
- f. 21v-23r: Diverse gebeden.
- f. 23v-27r: Getijden van de Heilige Geest
- f. 28r-37v: Graduaalpsalmen
- f. 37v-44r: Mis van de heilige Maagd
- f. 89v-106r: Het Kleine Officie van Onze Lieve Vrouw
- f. 106v-131r: De passiegetijden
- f. 131v-144v: De kruisgetijden
- f. 145v-192r: Uittreksels uit de evangelies met de passieverhalen
- f. 193r-275r: Gebeden voor de goede week
- f. 275v-311r: Dodenofficie
- f. 311v-327r: Boetepsalmen
- f. 327v-332r: Culter passionis Ihesu Christi.
- f. 333r-334v: Gebed van paus Innocentius waaraan een aflaat van drie jaar was verbonden
- f. 335r-338v: Geloofsbelijdenis van Athanasius
- f. 338r: Gebed voor een goede dood
- f. 338v-359v: Suffragia
- f. 359v-365v: Diverse gebeden

## Verluchting
De kalender bestaat uit twee bladzijden per maand. De tekst van de kalender is in het goud geschreven. Op de recto zijde (eerste bladzijde) zijn telkens twee miniaturen van ca. een half tektstblok hoog naast mekaar aangebracht die de werken of de genoegens van de maand illustreren. De eerste bladzijde van elke maand is ook telkens omrand met een volledige versierde marge.
De tekst is versierd met talrijke initialen van 1 tot 10 lijnen hoog. Ze zijn geschilderd in het blauw of rood op een gouden achtergrond of gouden als letters op een blauwe achtergrond. 
Het getijdenboek werd verlucht in het atelier van Willem Vrelant. De marges zijn versierd met bloemenranken en acanthusbladeren waarin soms een pauw, vogels, vlinders, engeltjes of andere figuren geplaatst werden. Het handschrift telt 72 volbladminiaturen en 24 kleinere miniaturen in de kalender. De 3.487 miniaturen waar de facsimile producenten mee schermen slaan, naast de echte miniaturen, op de vele figuurtjes die in de marges werden getekend. Maar ook met 72 volbladminiaturen, de 24 kalenderminiaturen en de talloze versierde marges kunnen we van een rijkelijk verlucht manuscript spreken.

## Web links
- Video met afbeeldingen op  Facsimile Finder.
- Afbeeldingen op Ziereis.